# ミラン・ミラノビッチ
ミラン・ミラノヴィッチ（Milan Milanović、1991年3月31日 - ）は、セルビア・ミトロヴィツァ出身のサッカー選手。1.SNL・NKトリグラフ・クラーニ所属。ポジションはDF（CB）。

## 経歴
高さがあり、フィジカル面に秀でたCB。ロシアでサッカー選手として育成された。ロコモティフ・モスクワではファーストチームでデビューを果たす事は無かったものの、クラブや代表でのユース世代の大会を通じて評価を高めた。2011年6月にロコモティフとの契約が終了する前にはイタリアのビッグクラブから関心を集めたが、パレルモと5年契約を結んだ。EU国籍を持っていないため、経験を積む狙いもあってすぐさまシエナに期限付き移籍したが、1試合も出場することができず、翌1月にパレルモに復帰した。2013年1月にはヴィチェンツァに期限付き移籍した。